# Sendero del Águila
El Sendero del Águila es una zona turística de caminata ubicada en la ciudad de La Paz, Bolivia, considerada patrimonio natural de dicha ciudad.

## Historia y descripción
Conocido por ser "el primer camino" hacia la zona Sur de La Paz, fue construido por el mariscal Andrés de Santa Cruz durante su presidencia en 1835.  Más de un siglo después, en los años 60 del siglo XX, Ernesto Che Guevara lo visitó, entrenándose en las áreas contiguas para la guerrilla. En 2018, el sendero fue parte de un circuito de avistamiento de aves que permitió que Bolivia ingresara en una lista "top ten" de países que impulsan esa actividad.
El Sendero del Águila, también conocido como Thikphi Paka, tiene una extensión de 1,75 km y se alza a 3246 metros sobre el nivel del mar. Es parte de una zona turística muy importante del municipio de La Paz, dentro de la cual también se encuentran el Zoológico Vesty Pakos y el Valle de la Luna.  En el sector conviven un centenar de especies de aves, entre las que resaltan los colibríes y las aves rapaces y muchas otras vegetales, entre las que resaltan los cactus, las bromelias y las orquídeas. Abundan también las vizcachas.